# 17437 Stekene
A 17437 Stekene (ideiglenes jelöléssel (17437) 1989 SC4) a Naprendszer kisbolygóövében található aszteroida. Eric Walter Elst fedezte fel 1989. szeptember 26-án.